# Hagenow
Hagenow è una città del Meclemburgo-Pomerania Anteriore, in Germania.
Appartenente al circondario di Ludwigslust-Parchim (targa LUP), Hagenow, pur non appartenendo ad alcuna comunità amministrativa, ospita la sede della comunità Hagenow-Land.

## Amministrazione

### Gemellaggi
- Mölln
- Säffle